# Palais Pauline
Le Palais Pauline est un immeuble de Nice souvent photographié par les touristes pour son architecture originale rappelant (toutes proportions gardées) le Flatiron Building, anciennement Fuller Building à New York.
Il est remarquable notamment par son dôme d'angle et sa décoration très riche, qui s'apparente à de l'Art Nouveau. 

## Présentation
Il est situé dans le quartier de Carabacel à la hauteur du numéro 2 de la rue Lépante. L'inscription Palais Pauline sur le balcon du 2e étage donnant sur la place Sasserno. Une plaque indique aussi : Propriété Cauvin. Il est construit par Charles Bellon entre 1906 et 1911. Il existe aussi un bâtiment plus bas situé au 4 rue de Lépante qui fait peut-être partie aussi du Palais Pauline. Le passage Meynell et la rue de Lépante forment un angle aigu à leur jonction ; cet angle est occupé par la rotonde (surmontée d'un dôme) du Palais Pauline qui fait face à la place Sasserno.